# Kedarpan
Kedarpan is een bestuurslaag in het regentschap Purbalingga van de provincie Midden-Java, Indonesië. Kedarpan telt 1962 inwoners (volkstelling 2010).